# Salvatore Gambardella
Pour les articles homonymes, voir Gambardella.
Salvatore Gambardella (né à Naples le 17 novembre 1871 et mort dans la même ville le 29 décembre 1913) est un musicien et parolier italien considéré comme un des « pères »  de la chanson napolitaine.

## Biographie
Fils d'un portier, il est né à Naples le 17 novembre 1871 dans le quartier populaire de Montecalvario. En raison de sa pauvreté, il n'a pas fréquenté l'école et a été envoyé pour travailler comme apprenti chez un forgeron.
Son maître forgeron, nommé De Chiara était un mélomane, ainsi il a aussi à jouer de la mandoline. En 1893, dans cet atelier situé  Piazza del Mercato, Gambardella rencontre le poète Gennaro Ottaviano venu trouver De Chiara pour lui fournir  une musique adaptée aux vers qu'il avait écrits, De Chiara absent, Gambardella aurait composé aussit^t une mélodie à la fois joyeuse et mélancolique, inspirée par  Bellini : O marenariello. La chanson a été présentée au maestro Raimondo Rossi, directeur de l'orchestre du Teatro Nuovo Politeama, et chantée le soir même par Emilia Persico.
Grâce à son  talent, Gambardella a travaillé avec les plus grands poètes et paroliers de l'époque : Ferdinando Russo, Eduardo di Capua, Salvatore Di Giacomo, Libero Bovio, Aniello Califano et Giuseppe Capaldo.
Il mourut à l'âge de quarante-deux ans en 1913.
En 1955, le film Quando tramonta il sole  interprété par Carlo Giuffré et réalisé par Guido Brignone retrace sa biographie.